# Lucyna Kałeková
Lucyna Kałeková (Lucyna Langer-Kałek) (* 9. ledna 1956) je polská atletka, sprinterka, jejíž specializací byly krátké překážkové běhy.

## Sportovní kariéra
V roce 1978 doběhla pátá ve finále běhu na 100 metrů překážek na evropském šampionátu v Praze. O dva roky později na olympiádě v Moskvě vybojovala na této trati bronzovou medaili časem 12,65. Největší ú)spěchem se pro ni stal titul mistryně Evropy v běhu na 100 metrů překážek v roce 1982 časem 12,45.
Dvakrát startovala v běhu na 60 metrů překážek na halovém mistrovství Evropy. V roce 1982 skončila v semifinále, v roce 1984 zvítězila.

## Osobní rekordy
- běh 60 metrů překážky: 7,90 s.
- běh 100 metrů překážky: 12,43 sek.